# Dexiogyia forticornis
Dexiogyia forticornis är en skalbaggsart som först beskrevs av Embrik Strand 1939.  Dexiogyia forticornis ingår i släktet Dexiogyia, och familjen kortvingar. Arten är reproducerande i Sverige.